# Multivariabele analyse
Multivariabele analyse of multivariate analyse is een uitbreiding van de wiskundige analyse van één uitkomstvariabele naar meer uitkomstvariabelen: het is gebaseerd op de principes van multivariate statistiek, waarbij waarneming en analyse van meer dan één statistische uitkomstvariabele tegelijk betrokken is. 
Multivariabele analyse is de statistische studie van experimenten waarbij meerdere metingen worden gedaan op elke experimentele eenheid en waarvoor de relatie tussen multivariate metingen en hun structuur belangrijk is voor het begrip van het experiment. De functies die onderwerp zijn van de multivariabele analyse, zijn functies van meer dan één variabele.

## Typische operaties

### Limieten en continuïteit
De analyse van limieten en continuïteit in meer dimensies levert veel tegenintuïtieve resultaten op, die niet optreden bij functies met één variabele. Er bestaan bijvoorbeeld scalaire functies van twee variabelen die punten in hun domein hebben die, als zij langs een willekeurige lijn worden benaderd, een bepaalde limiet hebben, maar die, als ze benaderd worden langs een parabool, een andere limiet geven. 
De functie
{\displaystyle f(x,y)={\frac {x^{2}y}{x^{4}+y^{2}}}}
nadert bijvoorbeeld naar nul langs elke lijn door de oorsprong. Als de oorsprong echter langs een parabool {\displaystyle y=x^{2}} wordt benaderd, heeft deze een limiet van 1/2. Aangezien het kiezen van verschillende paden naar hetzelfde punt verschillende waarden voor de limiet oplevert, bestaat de limiet niet.

### Partiële afgeleide
Een partiële afgeleide van een functie van meer variabelen is een afgeleide met betrekking tot één variabele, waarbij alle andere variabelen constant worden gehouden.
Men kan partiële afgeleiden combineren om zo ingewikkeldere uitdrukkingen van de afgeleide te construeren. De nabla-operator {\displaystyle \nabla } wordt gebruikt om de gradiënt, divergentie en rotatie in termen van partiële afgeleiden te definiëren. Om de afgeleide als een functie tussen twee ruimten van willekeurige dimensie weer te geven kan men de Jacobi-matrix, een matrix van partiële afgeleiden, gebruiken. De afgeleide kan dus als een lineaire transformatie die van punt tot punt in het domein van de functie varieert, worden opgevat.
Differentiaalvergelijkingen met partiële afgeleiden worden partiële differentiaalvergelijkingen genoemd. Deze vergelijkingen zijn over het algemeen moeilijker op te lossen dan gewone differentiaalvergelijkingen, die afgeleiden met betrekking tot slechts een variabele bevatten.

### Meervoudige integratie
De meervoudige integraal breidt het idee van de integraal uit naar functies van meer variabelen. Dubbele en drievoudige integralen kunnen worden gebruikt om oppervlakten  in het vlak en volumes van gebieden in de ruimte te berekenen. De stelling van Fubini garandeert dat een meervoudige integraal als een herhaalde integraal kan worden geëvalueerd.
De oppervlakte-integraal en de lijnintegraal worden gebruikt om over variëteiten, zoals oppervlakken en krommen te integreren.

### Integraalstellingen in meer dimensies
In de analyse met één variabele legt de hoofdstelling van de integraalrekening een verbinding tussen de afgeleide en de integraal. Dit verband tussen de afgeleide en de integraal wordt in de multivariabele analyse door een aantal integraalstellingen gegeven:
- gradiëntstelling
- stelling van Stokes
- divergentiestelling
- stelling van Green

Deze vier stellingen kunnen tot een meer algemene stelling worden teruggevoerd, de algemene vorm van de stelling van Stokes, die van toepassing is op het integreren van differentiaalvormen over variëteiten.

## Toepassingen en nut
Technieken uit de multivariabele analyse worden gebruikt om verschillende objecten in de natuurkunde te bestuderen. Het gaat dan om objecten die door middel van de wiskunde kunnen worden beschreven.
|                 |  | Domein en bereik                                       | Toepasbare technieken                                                                     |
| --------------- |  | ------------------------------------------------------ | ----------------------------------------------------------------------------------------- |
| Krommen         |  | {\displaystyle f:\mathbb {R} \to \mathbb {R} ^{n}}     | Lengten van krommen, lijnintegralen en kromming.                                          |
| Oppervlakken    |  | {\displaystyle f:\mathbb {R} ^{2}\to \mathbb {R} ^{n}} | Oppervlakten van oppervlakken, oppervlakteintegralen, flux door oppervlakken en kromming. |
| Scalaire velden |  | {\displaystyle f:\mathbb {R} ^{n}\to \mathbb {R} }     | Maxima en minima, Lagrange-multiplicatoren, richtingsafgeleiden.                          |
| Vectorvelden    |  | {\displaystyle f:\mathbb {R} ^{n}\to \mathbb {R} ^{n}} | Alle operaties uit de vectoranalyse, waaronder de gradiënt, divergentie en rotatie.       |
Multivariabele analyse kan worden toegepast om deterministische systemen met meer vrijheidsgraden te bestuderen. Functies met onafhankelijke variabelen die een op een corresponderen met elk van deze vrijheidsgraden, worden vaak gebruikt om deze systemen te modelleren. De multivariabele analyse biedt gereedschappen voor het karakteriseren van de systeemdynamica.
De multivariabele analyse wordt op veel gebieden binnen de techniek, de natuurwetenschappen en sociale wetenschappen gebruikt voor het modelleren en bestuderen van hoog-dimensionale systemen, die zich kenmerken door deterministisch gedrag. 
Stochastisch processen kunnen met behulp van een ander deelgebied van de wiskunde, zoals de stochastische analyse, worden bestudeerd. Wanneer er naar de samenhang tussen verscheidene afhankelijke stochastische variabelen wordt gezocht, kunnen zij simultaan worden geanalyseerd. Dit is het vakgebied van de multivariate statistiek.

## Websites
- (en)  D Auroux van het MIT op YouTube. MIT 18.02 Multivariable Calculus, Fall 2007. 35 lessen
- (en)  G Cain en J Herod. Multivariable Calculus. vrij online tekstboek